# طلاس (مدينة)
طِرَاز، ويقال طَلَاس أخذًا بنطقها المعاصر (بالقرغيزية: تالاس/Талас)، مدينة في شمال غرب قرغيزستان على نهر طراز، وإليها يُنسب قوم من العلماء منهم الفقيه محمود بن علي بن أبي علي الطرازيُّ. تعداد السكان حسب إحصاء 2009 ب 32.886 نسمة. 

## المناخ
يظهر الجدول التالي التغييرات المناخية على مدار السنة لطلاس: